# 本尊 (日蓮正宗)
この項目では日蓮正宗の本尊について述べる。

## 概説
日蓮書写の曼荼羅本尊(現存約130幅)については、文字曼荼羅・十界曼荼羅・御本尊などと呼んでいるが、日蓮正宗ではそれらすべては伝本門戒壇之大御本尊を根元として、木の幹が戒壇本尊ならば他は枝葉のようなものであるとしている。

本尊の特徴は中央に「南無妙法蓮華経」の題目と宗祖の名「日蓮」および判形が独特な筆さばきで縦書きされている。その四隅に四天王が書かれ、南無妙法蓮華経の左右に仏界の釈迦牟尼仏・多宝如来、四菩薩や諸天等神々、地獄界の提婆達多に至るまで、十界の衆生を代表する名前が首題を取り囲むという構造になっており、事の一念三千を文字によって顕している。
これは弘安頃の本尊から徐々に形が完成し、1280年（弘安3年）頃に安定した形となっている。
この本尊の姿は、伝本尊七箇之相承の「中央の首題、左右の十界、皆悉く日蓮なり」と伝えられるごとく、霊山会上の儀式の姿を借りて、日蓮の一心に具わるところの十界互具・百界千如・事の一念三千の全体を文字をもって顕したものとされる。すなわち中央の南無妙法蓮華経・左右の十界の聖衆ともに、日蓮の生命全体を顕わすとし、故に日蓮は「日蓮が魂を墨にそめながして書きて候ぞ、信じさせ給へ」と説明している、とされる。
日蓮正宗の各寺院・施設および各信徒宅には、時の大石寺法主によって授与された日蓮書写の本尊、それを板に彫った板本尊、もしくは歴代法主による戒壇本尊を書写した本尊、それを板に彫った板本尊、印刷された形木本尊などが安置されており、本尊に対する日々の給仕は「生身の日蓮にお仕えするのと同じ気持ちで行うべき」とされている。
この本尊は末法の本仏、「日蓮」の悟りそのものであり、本仏としての日蓮の境界を人法一箇の大法として顕わされたものとし、この本尊に朝夕に勤行唱題することによって、“成仏”という永遠に崩れぬ境涯を得ることができるとされている。
大石寺第二祖の日興は、謗法厳戒を厳格に主張して、他宗の寺院や神社をすべて謗法と断じて参詣を禁じている。しかしその反面、戒壇本尊への宗教の統一である広宣流布が達成された暁においては、神仏習合も行われ、日本全国の神社仏閣すべてに日蓮正宗の本尊を安置し、参拝を解禁すべき旨を書き残している。このため、氏子総代全員が檀信徒である大石寺周辺地域（静岡県富士宮市上条）の神社に於いては、神体として日蓮正宗の本尊が安置されているところがある。
日興以降の歴代法主の本尊は南無妙法蓮華経と書いた直下に日蓮在御判と書き、その左下に書写した法主の名前と花押を加えており、日蓮花押とは書かない。また、日蓮の本尊には一切書かれていない本尊の賞罰についても、左右に小さく書き足しているのも特徴的であるほか、戒壇本尊には二千二百二十余年と書いてあるが、歴代法主は二千二百三十余年と書写する。
例外であるが日蓮在御判の部分を日蓮聖人と書いた日目の本尊も存在する。

## 本尊の形態
本尊の形態には「紙幅本尊」と「板本尊」がある。
紙幅本尊は表具をつけて掛軸の形にしてあり、法主直筆の「常住本尊（書写本尊）」と、法主直筆の曼荼羅を印刷した「形木本尊」に分けられる。寺院所蔵の紙幅本尊はすべて「常住本尊」であり、葬儀の際に掲げられる「導師本尊」も同じく「常住本尊」である。信徒宅に貸し下げられる本尊は「形木本尊」（特別形木本尊もある）で、信心熱心な信徒が所属寺院を通して総本山に申請すれば「常住本尊」が授与されることもある。
「板本尊」は、日興門流のみに代表される「常住本尊」である。総本山の諸堂、各寺院の本堂に安置され、伝「本門戒壇之大御本尊」を模して、黒漆塗りの板に文字を刻み、文字には金箔が施されている。また、末寺の客殿や納骨堂に安置される板本尊には法主直筆の白木の板本尊もある。蓮華座に本尊の臍を差し込んで安置されている。大石寺客殿安置の「御座替わり御本尊」（日興書写）など、周囲に金色の枠が施されている本尊もあるが、施設に関しては紙幅本尊のところもあれば板本尊のところもある。
なお、此処に書かれている常住板御本尊と本門戒壇大御本尊の形状は同じである。また、本尊には書写年月日、所蔵寺院名、安置場所、願主名などが脇書として書かれることもあり、本尊を書写した時の法主の名と判形（花押）も下部に書かれている。

## 本門戒壇の大御本尊
大石寺奉安堂所蔵の縦約143センチ、横約65センチの楠木製とされる板曼荼羅である。写真は明治期に熊田葦城著『日蓮上人』に掲載されたが、その後日蓮正宗は写真撮影を禁止する方針をとった(熊田本の写真はこちらを参照)。
日蓮正宗では、本門戒壇の大御本尊は、1279年（弘安2年）10月12日に日蓮が出世の本懐として作成した本尊といい、日蓮作成の曼荼羅の中でも究境の大曼荼羅と位置づけ、広宣流布の暁には日本国民一同が帰依すべき本尊と定めている。
熱原の法難を契機に日蓮の指示によって、当時はまだ所化僧であった泉公、後の日法が彫刻して作成したと大石寺側は主張しているが、泉公に漆を塗る技術や金箔貼りの技術があったのかは不明であり、その事については説明はない。
対して日蓮宗や法華宗、また北山本門寺や京都要法寺等の他の日興門流、富士門流はこの立場を取っておらず、本門戒壇の大本尊は日蓮死後の後世に偽作された偽曼荼羅であると主張し、近年の研究では大石寺9世の日有(室町時代の法主)が他山に対抗して制作したものであると結論付けており、現在まで論争の火種となっている。

## 導師本尊
各寺院所蔵の本尊のうち、枕経・通夜・葬儀の際に掲げられる「導師本尊」は、故人を霊山浄土へ導くとされる即身成仏のための本尊で、「即身成仏の御本尊」ともいわれる。また、総本山大石寺をはじめとする寺院の納骨堂には本尊が安置される場合もある。納骨堂に本尊を安置する場合も同じ意味で導師本尊が安置され、板本尊も存在する。

## 紫宸殿御本尊
通称、紫宸殿御本尊（ししんでんごほんぞん）と呼ばれるものは、富士大石寺と京都要法寺にある本尊である。しかし、大石寺と要法寺のものは、まったくの別物である。
大石寺のものは、1280年(弘安3年)太歳庚辰3月日、日蓮の真筆で紙幅の曼荼羅であり、富士宗学要集5巻には「紫宸殿御本尊と号す」と記載され、天皇が日蓮の仏法に帰依したとき、天皇に下附し紫宸殿（天皇の住居）に奉掲するための特別の本尊とされている。また別な伝説によれば、9世法主日有の時代に、本門戒壇之大御本尊を盗賊から守るため沼津（現・静岡県沼津市）の井出という家の洞穴に保管し、紫宸殿御本尊を板に刻み「身代わり御本尊」としたと伝えられている。紫宸殿御本尊という名称は、もとより伝承であり長い間親しまれてきたが、2002年の御虫払い法要において67世法主日顕の説法があり「その名称も見直しが行われるべきであり師資相承之御本尊または師資伝授之御本尊と呼ぶのが正しい」とされている。
要法寺にあるものは、1756年(宝暦6年)、紫宸殿において天覧に奏した紙幅の曼荼羅であるが、日蓮の真筆ではないとされている。

## 安置形式と仏壇・仏具
本尊の安置形式は、通常は本尊のみを安置する形式であるが、一部の寺院では、大石寺の御影堂のように本尊の前に日蓮の像を安置する「御影堂式」、「一体三宝式」または、大石寺の客殿のように中央に本尊を安置し、本尊に向かって左側に日蓮の像、本尊に向かって右側に日興の像を安置する「客殿式」、「別体三宝式」の安置形式をとっているところもある。
日蓮正宗では、本尊を厨子に安置する。また、仏壇に位牌を置くことはない。葬儀においては白木の位牌が用いられるが、五七日忌または七七日忌などに納骨を行う際に、過去帖に記入し、白木の位牌はお寺納めとする。したがって、朝夕の勤行においては、過去帖を見ながら物故者の追善を行う。また、日蓮正宗の仏壇は、他宗派の仏壇とは構造が大きく異なり、内側に厨子が付いているものが特徴である。また、寺院の厨子を模した家庭用仏壇もある。
信徒が仏壇に位牌を置くことはないが、大石寺の大講堂の仏前には日興と日目の位牌が安置されている。これは、日蓮が説法し、血脈を直接受け継いだとされる弟子の日興と日目が日蓮の見守る中、説法する意味が込められている。